# Frederick William Beechey
Frederick William Beechey (Londres, 17 de febrero de 1796 - Londres, 29 de noviembre de 1856) fue un oficial de la Royal Navy, dibujante, naturalista y geógrafo inglés.

## Biografía
Frederick William Beechey nació en 1796 en Londres, en una familia de artistas, hijo del retratista Sir William Beechey (1753-1839), miembro de la Royal Academy of Arts, y de Phyllis Ann Jessup, miniaturista. William heredó de sus padres cierto talento artístico que le sirvió a lo largo de su carrera como marino para dibujar y realizar apuntes y acuarelas de sus observaciones. En 1806, a los diez años, se alistó en la Royal Navy y estuvo en activo durante las guerras contra Francia y Estados Unidos.

### La expedición al Polo
En enero de 1818, Beechey fue nombrado segundo y, dibujante jefe, del bergantín HMS Trent, comandado por el entonces teniente John Franklin. Con el HMS Dorothea, el HMS Trent formaba parte de una expedición dirigida por el capitán David Buchan, con órdenes del Almirantazgo de buscar un pasaje «by a northern course across the Pole» (por un curso norte a través del Polo). Al mismo tiempo otra expedición, comandada por John Ross y el teniente William Edward Parry, fue enviada con igual fin a través de la bahía de Baffin. La expedición de Buchan dejó el Támesis el 25 de abril, y navegaron al noroeste del archipiélago de las Svalbard, hasta los 80°34'N, en que quedaron atrapados en la banquisa. Después de tres semanas, ambas tripulaciones lograron liberar los barcos y la expedición puso rumbo al oeste hacia Groenlandia. Sufrieron un gran temporal que arrojó el HMS Dorothea contra el hielo, dañándolo seriamente y decidieron regresar, arribando nuevamente a Deptford el 22 de octubre. Años más tarde, en 1843, Beechey publicó un trabajo sobre este viaje con el título A voyage of discovery towards the North Pole 1818, con seis reproducciones de apuntes que había tomado.

### La exitosa expedición de Parry (1819-20)

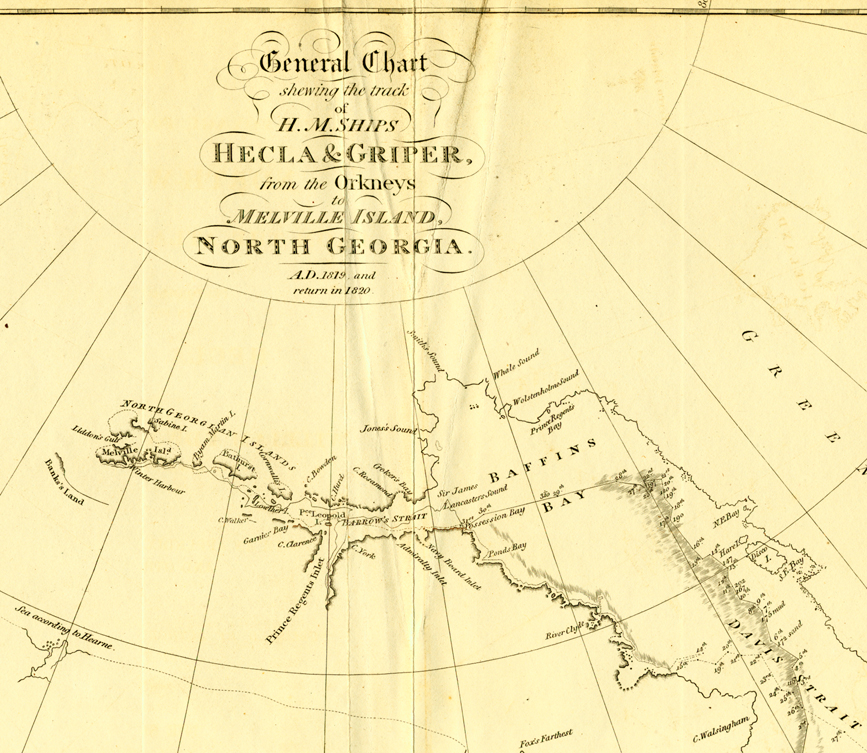
Carta del viaje del HMS Hecla & Griper, en el que Beechey participó en 1819-20.

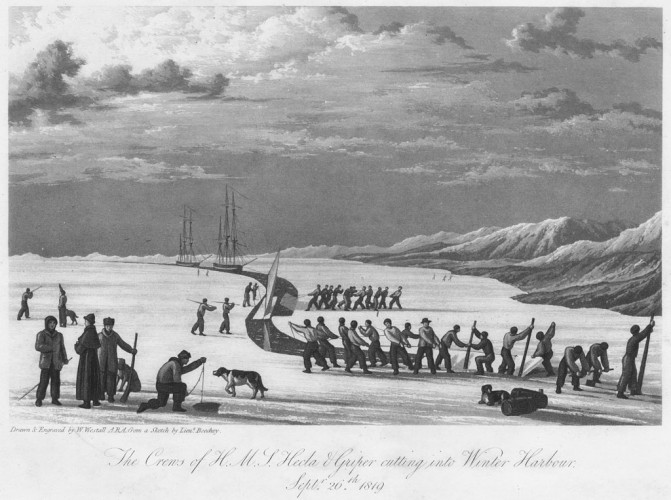
The Crews of H.M.S. Hecla & Griper Cutting Into Winter Harbour, Sept. 26th, 1819 (Las tripulaciones de los HMS Hecla & Griper cortando en Puerto Invierno, 26 de septiembre de 1819. Apunte de Beechey.).

Debido a su experiencia y habilidades en la navegación y el dibujo, Beechey fue asignado a otra expedición ártica en enero de 1819, como segundo del HMS Hecla, dirigido por el teniente Parry. Les acompañaba el HMS Griper, un bergantín al mando del teniente Liddon. Con la orden expresa del Almirantazgo de explorar el Lancaster Sound a la búsqueda del Paso del Noroeste, partieron de Inglaterra en mayo de 1819 y el 4 de agosto llegaron al estrecho de Lancaster, que libre de hielo, les permitió avanzar y adentrarse en el estrecho de Barrow y llegar hasta isla Melville, tras haber recorrido en un solo mes la increíble distancia de 800 km por aguas desconocidas.
Invernaron en Port-Winter, en la primera invernada realizada con éxito en el alto Ártico, y Parry, para que las tripulaciones no quedaran abatidas con la larga noche invernal, les mantuvo muy ocupados con tareas de mantenimiento de los barcos, desarrollo de técnicas de supervivencia, toma de observaciones meteorológicas y magnéticas y variadas actividades de ocio. Beechey se ocupó de producir varias obras de teatro, siendo presentada la primera, «Miss in her teens», el 5 de noviembre. El capitán Sabine, a bordo del HMS Hecla, de editar un periódico semanal, el North Georgia Gazette, and Winter Chronicle, en el que colaboraba también Beechey.
Al año siguiente, en agosto, los barcos se liberaron y reemprendieron la ruta hacia el oeste, no logrando atravesar el impenetrable hielo más allá de 113º48'22" O. Parry decidió regresar, convencido de que el paso no se encontraba por esa ruta y que debía de hallarse al sur de la isla de Baffin. La expedición regresó a Inglaterra a finales de octubre de 1820, tras un viaje de un éxito casi sin precedentes en el que completaron más de la mitad del trayecto entre Groenlandia y el estrecho de Bering. La narración de este viaje fue publicada por Parry en 1821 con el título Journal of a Voyage to discover a North-west Passage e incluía 26 de los bocetos tomados por Beechey, que desempeñó un importante papel, no solamente por sus conocimientos de navegación, sino también por su anotaciones, bocetos, dibujos y acuarelas.

### La expedición del Mediterráneo

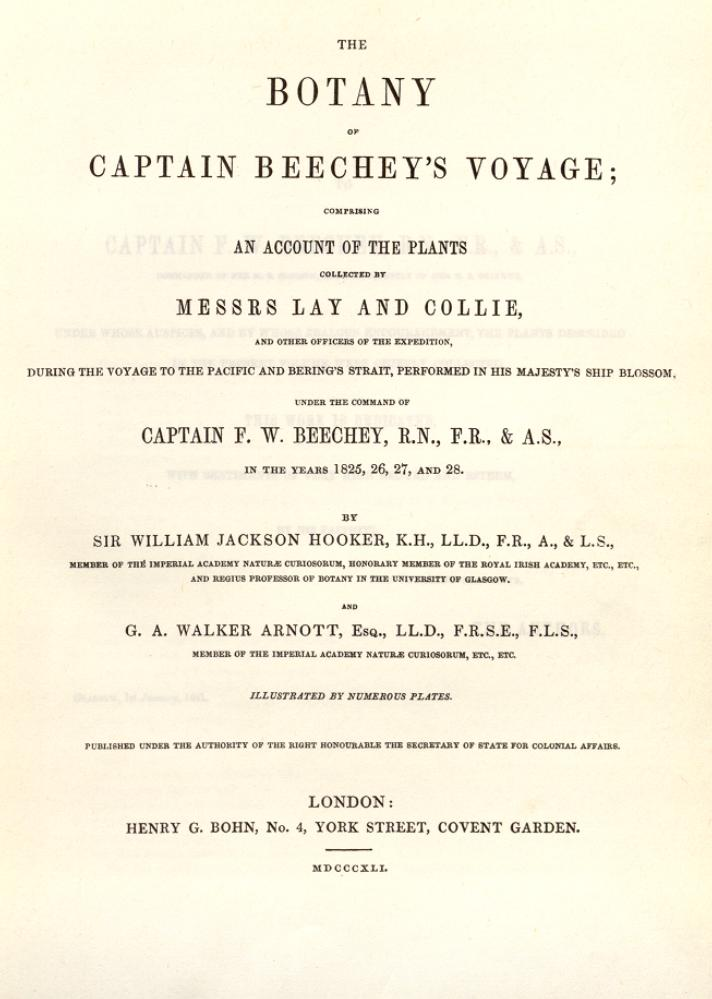
Portada de «The Botany of Captain Beechey's Voyage» (publicado en Londres en 1841, por William Jackson Hooker (1785-1865) y G.A. Walker Arnott.).

En 1821 Beechey participó en una expedición de reconocimiento de la costa africana del mar Mediterráneo, capitaneada por William Henry Smyth. Él y su hermano, Henry William Beechey, hicieron la campaña de reconocimiento por tierra y fruto de ella publicaron un resumen completo de su trabajo en 1828 con el título Proceedings of the Expedition to Explore the Northern Coast of Africa from Tripoly Eastward in 1821-1822. (Apuntes de la expedición para explorar la costa norte de África, de Trípoli al este, 1821-1822).

### La expedición al estrecho de Bering
En 1825 Beechey fue nombrado comandante del balandro HMS Blossom, con una tripulación de un centenar de hombres, cuya misión nuevamente era buscar el Paso del Noroeste, está vez por el estrecho de Bering. Una vez allí, debería virar hacia el este hasta enlazar con dos expediciones que buscaban el paso por el oeste: una por tierra, desde el río Mackenzie, comandada por Franklin; y otra por mar, desde el estrecho del Príncipe Regente, a las órdenes de Parry. Antes de remontar hacia el Pacífico Norte, tuvo oportunidad de explorar varios archipiélagos de la Polinesia: en diciembre de 1825 se detuvo en las islas Pitcairn; en enero de 1826, en las islas Gambier (en Rikitea); y luego en el archipiélago Tuamotu, donde exploró 23 atolones.
Beechey llegó al estrecho de Bering en julio de 1826 —y dio nombre a sus tres islas (sin saber que las dos islas Diómedes ya habían sido nombradas por Vitus Bering en 1728): isla Ratmanoff (Gran Diómedes), isla Krusenstern (Pequeña Diómedes) y Fairway Rock, un islote deshabitado que es el único que aún conserva el nombre— y siguió navegando hacia el norte, doblando punta Barrow (Alaska) donde esperó a unos pocas millas (71°23′31″N 156°21′30″O / 71.39194, -156.35833), sin lograr contactar con las expediciones occidentales. (Y siendo por tanto, el primer occidental que navegó, apenas unas millas, por el mar de Beaufort.) Más tarde se supo que la partida del HMS Blossom había perdido a Franklin, que había llegado a 160 millas de punta Barrow, por solo nueve días.
Regresó al Pacífico para hacer la invernada en un excelente refugio cerca del cabo Príncipe de Gales (posiblemente puerto Clarence, Alaska). Beechey, en el verano de 1827, cruzó una vez más el estrecho de Bering pero tampoco logró encontrar ni a Franklin ni a Parry. A continuación, emprendió el regreso explorando las partes desconocidas de la costa del Pacífico, donde descubrió varias islas y visitó los puertos que encontró a su paso, como San Francisco y Mazatlán (México), donde arribó el 3 de febrero de 1828 y realizó uno de los primeros mapas que se conocen de la ciudad. Producto de este viaje, en 1831 publicó el trabajo Narrative of a Voyage to the Pacific and Berings Strait to Co-operate with the Polar Expeditions, 1825-1828 (Narrativa de un viaje al Pacífico a bordo del Blossom).

### Años finales
Beechey fue nombrado capitán el 8 de mayo de 1827 y regresó al Pacífico por unos años. En los años 1835 y 1836 el capitán Beechey navegó por las costas de Sudamérica y de 1837 a 1847 hizo lo mismo en las costas de Irlanda.
En 1850 fue nombrado para presidir el Departamento de Marina de la Junta de Comercio. En 1854 fue nombrado vicealmirante y en 1855 fue elegido presidente de la Real Sociedad de Geografía de Inglaterra, una sociedad de la que era miembro desde el 23 de diciembre de 1824.
Su hija fue la pintora canadiense Frances Anne Hopkins.

## Reconocimientos

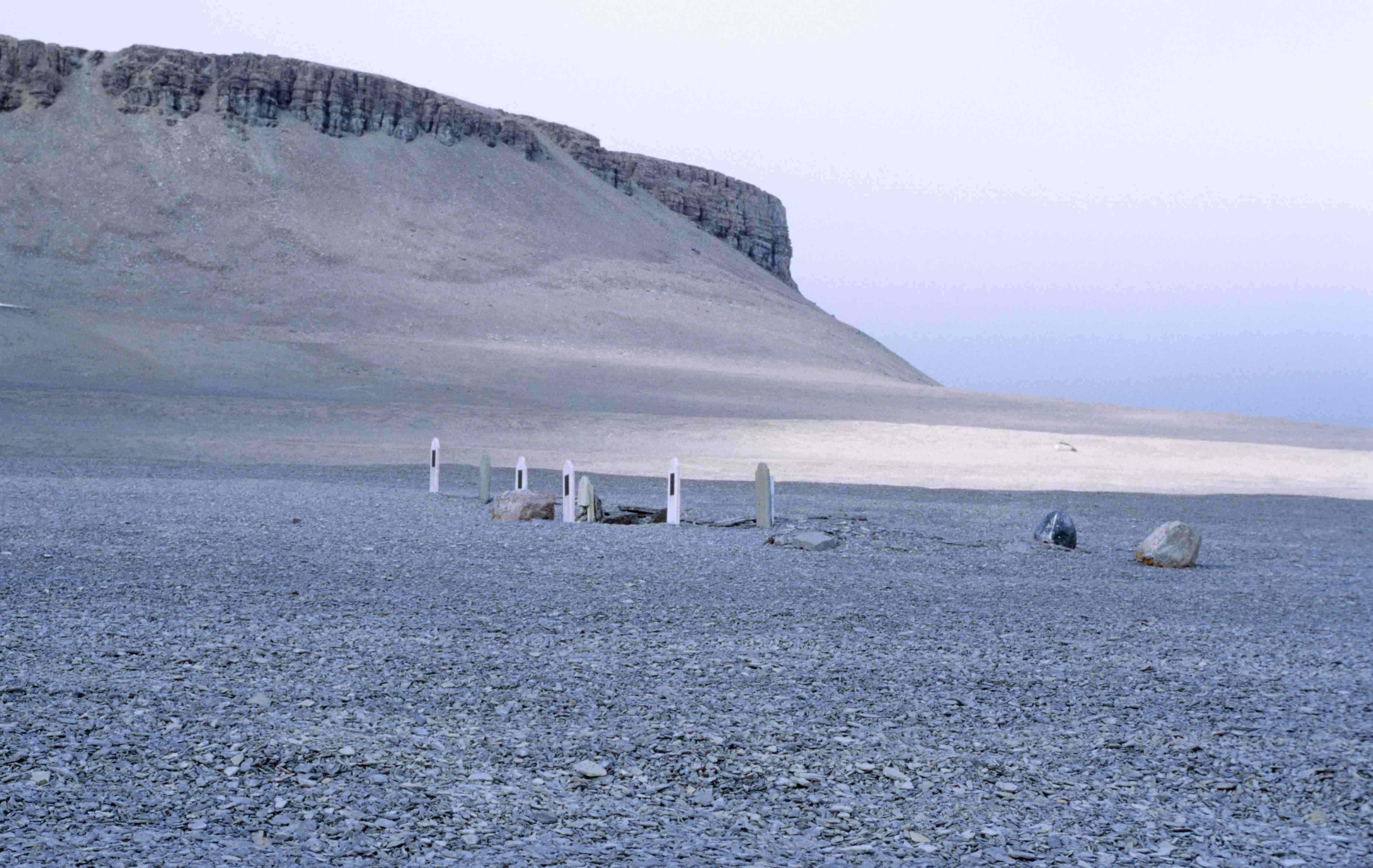
Isla Beechey. Tumbas de tres de los miembros de la expedición perdida de John Franklin.).

Isla Beechey, una pequeña isla del archipiélago ártico canadiense, en la ribera occidental de isla Devon, lleva su nombre. Fue nombrada por Parry en la expedición de 1819-20, en la que Beechey era su segundo en el HMS Hecla. Es una isla muy conocida en la historia de la navegación por el ártico, por haber sido el punto de la primera invernada (1845) de la expedición perdida de John Franklin. En 1979 fue declarada «site of territorial historical significance».
En isla de Ellesmere, en la ribera oriental del canal Robeson —que forma parte del estrecho de Nares— hay un cabo que también lleva su nombre, próximo a la bahía de Lady Franklin (81°52′N 63°00′O / 81.867, -63.000). Su nombre se lo dio en 1875 el también oficial naval y explorador del Ártico británico George Strong Nares, en una expedición británica al Polo (1875-76). La empresa resultó un fracaso, pero en ese viaje Nares se convirtió en el primer occidental que arribó al mar de Lincoln, navegando en las aguas más septentrionales de la Tierra hasta ese momento, tras atravesar el canal entre Groenlandia e Isla de Ellesmere, ahora llamado en su honor estrecho de Nares.

## Obras
- Proceedings of the Expedition to Explore the Northern Coast of Africa from Tripoly Eastward in 1821-1822. Londres, 1828
- Narrative of a voyage to the Pacific and Beering's Strait, to co-operate with the polar expeditions performed in His Majesty's ship Blossom, under the command of Captain F.W. Beechey, R.N., F.R.S. &c. in the years 1825, 26, 27, 28. 2 volúmenes. Londres, H. Colburn and R. Bentley, 1831.
- A voyage of discovery towards the North Pole, performed in his majesty’s ships "Dorothea" and "Trent" under the command of Captain David Buchan, R.N.; 1818.... Londres, 1843

Bleecher también redactó un capítulo sobre hidrografía de un manual editado por el Almirantazgo: A manual of scientific enquiry; prepared for the use of her majesty’s navy: and adapted for travellers in general, ed. J.F.M. Herschel. Londres, 1849; 2ª ed. 1851; 3ª ed. 1859
Sus notas sobre zoología también fueron publicadas en: The zoology of Captain Beechey’s voyage; compiled from the collections and notes made by Captain Beechey... during a voyage to the Pacific and Behring’s straits..., comp. John Richardson et al. Londres, 1839

## Honores

### Eponimia
- (Aquifoliaceae) Ilex beecheyi Makino[5]

- (Asteraceae) Senecio beecheyanus Sch.Bip.[6]

- (Cyperaceae) Gahnia beecheyi H.Mann[7]

- (Dioscoreaceae) Dioscorea beecheyi R.Knuth[8]

- (Iridaceae) Iris beecheyana Herb.[9]

- (Malpighiaceae) Banisteria beecheyana (A.Juss.) C.B.Rob.[10]

- (Marattiaceae) Angiopteris beecheyana de Vriese[11]

- (Moraceae) Ficus beecheyana Hook. & Arn.[12]

- (Pittosporaceae) Pittosporum beecheyi Tuyama[13]

- (Poaceae) Sinocalamus beecheyanus (Munro) McClure[14]

- (Rubiaceae) Canthium beecheyi Steud.[15]

- (Rutaceae) Zanthoxylum beecheyanum K.Koch[16]

- La abreviatura «Beechey» se emplea para indicar a Frederick William Beechey como autoridad en la descripción y clasificación científica de los vegetales.[17]